# Łukasz Łaskawiec
Łukasz „Łoker” Łaskawiec (ur. 26 stycznia 1990 roku w Dąbrowie Górniczej) – polski zawodnik rajdowy startujący na quadzie. Jako drugi Polak w historii stanął na podium Rajdu Dakar. Dokonał tego podczas swojego debiutu w tej imprezie, w 2011 roku.

## Życiorys
Łukasz Łaskawiec na quadzie jeździ od 14 roku życia. Dotąd trzykrotnie wywalczył tytuł Mistrza Europy w rajdach Baja (2010, 2011, 2012). Podczas debiutu w Rajdzie Dakar w 2011 roku, jako drugi Polak w historii tej imprezy, ukończył ją na podium. W sezonie 2012 jest liderem Pucharu Świata FIA Cross Country oraz Mistrzostw Polski Enduro.

## Osiągnięcia sportowe
Tytuły i inne wyniki w generalnych klasyfikacjach po każdym sezonie rajdowym:

### 2022
- zdobycie tytułu Mistrza Świata w klasie T4 rajdów Cross-Country

### 2012
- zdobycie Mistrzostwa Polski w Rajdach Enduro
- zdobycie Pucharu Świata FIM
- Mistrz Europy w rajdach baja

### 2011
- debiut w Rajdzie Dakar - 3. miejsce
- mistrz Europy w rajdach baja w klasyfikacji generalnej i klasie q4
- wicemistrz Polski w cross country klaska atv 2k

### 2010
- Mistrz Europy w rajdach baja
- II wicemistrz Polski w rajdach enduro klasa atv 2k

### 2009
- Pierwsze miejsce w Pucharze Polski w Rajdach Enduro 2k
- Pierwsze miejsce w Pucharze Polski Cross Country 2k

## Starty w Rajdzie Dakar
| Rok  | Kategoria | Pojazd            | Wynik | Uwagi                                                 |
| ---- | --------- | ----------------- | ----- | ----------------------------------------------------- |
| 2011 | quady     | Yamaha Raptor 700 | 3     | wygrał 1 etap                                         |
| 2012 | quady     | Yamaha Raptor 700 | -     | wykluczony z powodu niezgodnego z regulaminem pojazdu |
| 2013 | quady     | Yamaha Raptor 700 | 13    | wygrał 2 etapy                                        |